# Mayreau
Mayreau est la plus petite île habitée de l'archipel des Grenadines, en mer des Caraïbes. Elle a une superficie d'environ 4 km2 et sa population est d'environ 300 habitants. Elle fait partie de l'État de Saint-Vincent-et-les-Grenadines et se situe entre Union au sud-ouest et Canouan au nord-est. À l'ouest se trouvent les bancs de sable et les rochers des Tobago Cays
La population se concentre dans le village d'Old Wall, situé en haut d'une colline dans le sud-ouest de l'île. C'est une communauté autonome, et l'électricité n'est fournie par un générateur général que depuis 2002. Mayreau a aussi une petite station balnéaire sur la Saltwhistle Bay. L'île ne dispose que d'une seule route bétonnée qui va de Saltwhistle Bay à Saline Bay et traverse le village. Sur le haut de l'île se trouve l'église catholique, l'école qui accueille une cinquantaine d'élèves et un bâtiment pour les télécommunications. Ce point offre un panorama sur les Tobago Cays, Canouan et Union. L'île dispose de 3 sources d'eau douce sur sa partie orientale. Saline Bay est nommé ainsi à cause du petit étang d'eau salée, situé juste à l'est de la plage. Le sel fut l'une des ressources de l'île et était exporté autrefois mais ne sert désormais plus qu'à la demande locale. L'île est principalement habitée par des pêcheurs et vit également du tourisme.

## Photos

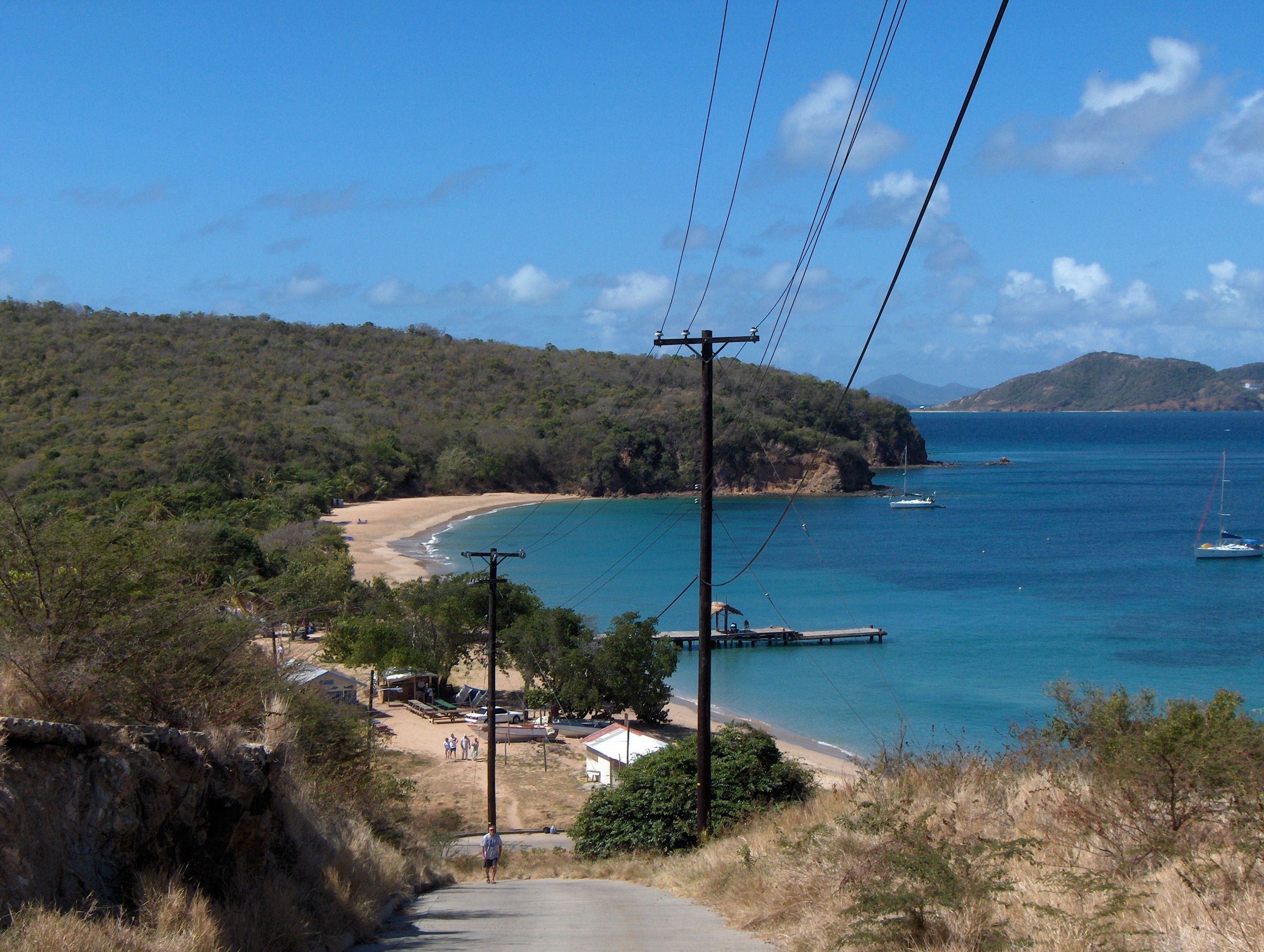
Descente vers Saline Bay
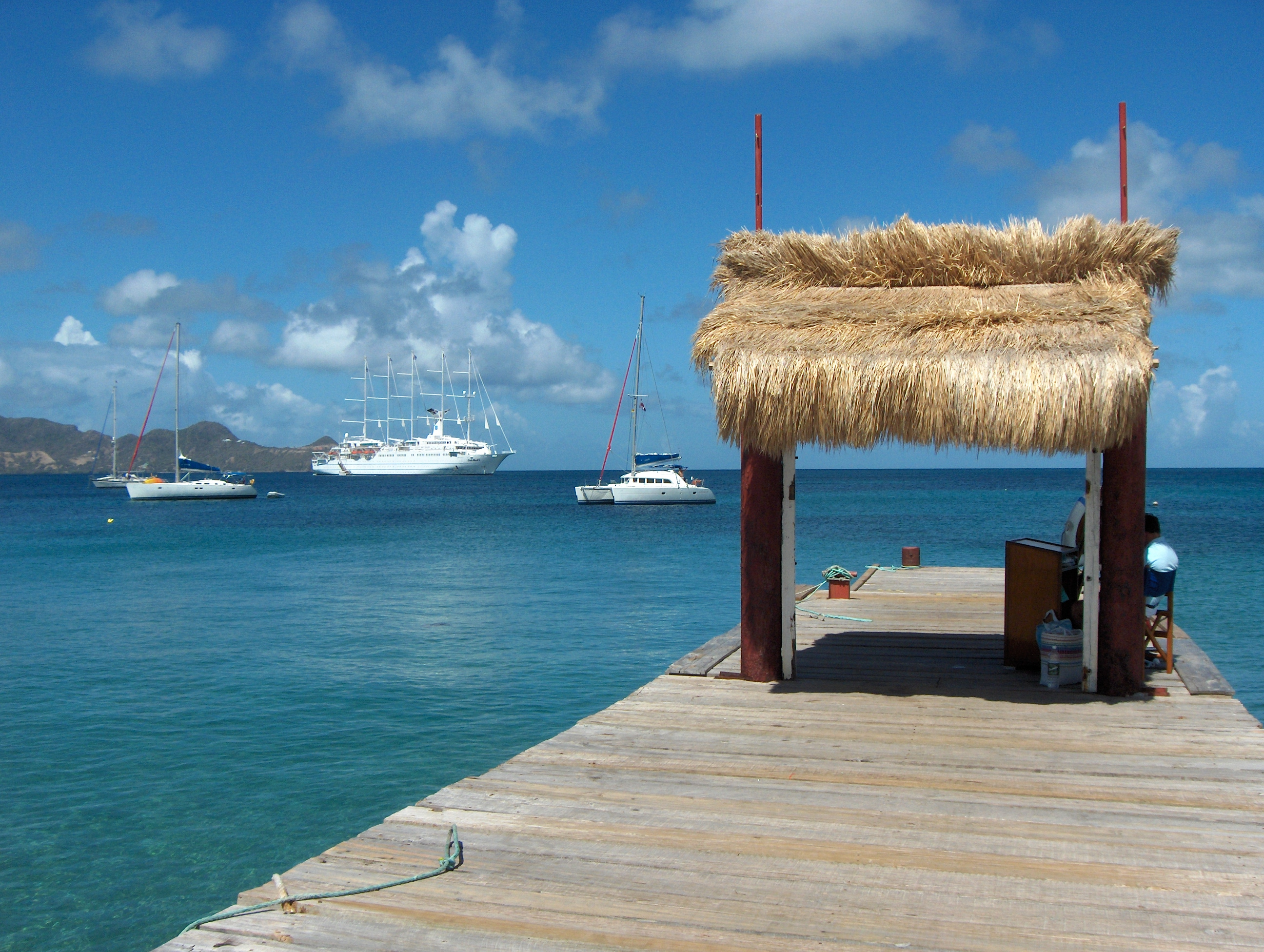
Ponton de Saline Bay
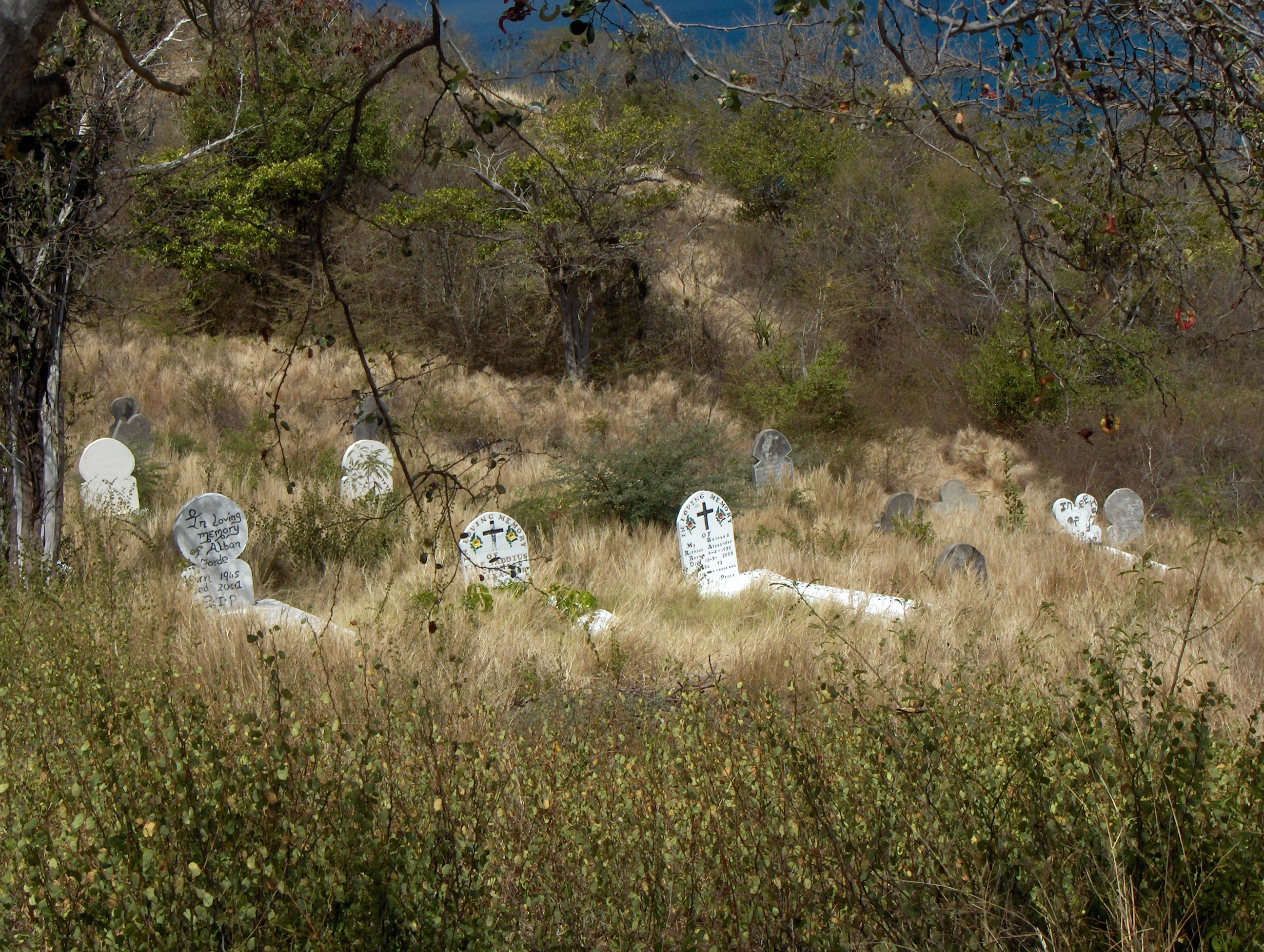
Cimetière Mayreau